# Caixa de Conversão
A Caixa de Conversão foi criada pelo Decreto nº 1575, de 6 de dezembro de 1906, para ajudar combater a crise pela qual passava mercado do café - produto importante para a economia brasileira - e manter equilibrado o poder de troca da moeda do Brasil no comércio com outras nações.
Era autorizada a emitir bilhetes "conversíveis", garantidos por lastro em moedas de ouro nacionais e estrangeiras, como a libra e o dólar. Encerrou sua atividade emissora em 1913.
A "Caixa de Conversão"  emitiu papel-moeda em valores que variavam de 10 mil réis a 1 conto de réis - o chamado "papel-ouro" - porque tinha a garantia de poder ser trocado por moedas de ouro.
A "Caixa de Conversão"  foi extinta em 1920, pelo ordenamento do art. 74 do Decreto nº 14.066, de 19 de fevereiro de 1920, sendo incorporada à Caixa de Amortização.